# Premio Biblioteca Breve
Il Premio Biblioteca Breve (Premio Biblioteca Breve de Novela) è un riconoscimento conferito annualmente al miglior romanzo inedito scritto in lingua spagnola da autore di qualsiasi nazionalità.
Istituito nel 1958 dalla casa editrice Seix Barral, ha assegnato premi fino al 1972 quando si è interrotto a causa di problemi e divergenze interne.
Ripristinato nel 1998 per volere di  Basilio Baltasar, allora direttore editoriale di Seix Barral, riconosce al vincitore un premio di 30000 euro oltre alla pubblicazione dell'opera premiata.

## Vincitori 1958-1972
| Anno | Vincitore                    | Paese     | Opera                          |
| ---- | ---------------------------- | --------- | ------------------------------ |
| 1958 | Luis Goytisolo               | Spagna    | Las afueras                    |
| 1959 | Juan García Hortelano        | Spagna    | Nuevas amistades               |
| 1961 | José Manuel Caballero Bonald | Spagna    | Dos días de septiembre         |
| 1962 | Mario Vargas Llosa           | Perù      | La ciudad y los perros         |
| 1963 | Vicente Leñero               | Messico   | Los albañiles                  |
| 1964 | Guillermo Cabrera Infante    | Cuba      | Tres tristes tigres            |
| 1965 | Juan Marsé                   | Spagna    | Últimas tardes con Teresa      |
| 1967 | Carlos Fuentes               | Messico   | Cambio de piel                 |
| 1968 | Adriano González León        | Venezuela | País portátil                  |
| 1969 | Juan Benet                   | Spagna    | Una meditación                 |
| 1970 | Non assegnato                | --        | --                             |
| 1971 | Nivaria Tejera               | Cuba      | Sonámbulo del sol              |
| 1972 | José Leyva                   | Spagna    | La circuncisión del señor solo |

## Vincitori dal 1999
| Anno | Vincitore               | Paese     | Opera                              |
| ---- | ----------------------- | --------- | ---------------------------------- |
| 1999 | Jorge Volpi             | Messico   | En busca de Klingsor               |
| 2000 | Gonzalo Garcés          | Argentina | Los impacientes                    |
| 2001 | Juana Salabert          | Spagna    | Velódromo de invierno              |
| 2002 | Mario Mendoza Zambrano  | Colombia  | Satanás                            |
| 2003 | Juan Bonilla            | Spagna    | Los príncipes nubios               |
| 2004 | Mauricio Electorat      | Cile      | La burla del tiempo                |
| 2005 | Elvira Lindo            | Spagna    | Una palabra tuya                   |
| 2006 | Luisa Castro            | Spagna    | La segunda mujer                   |
| 2007 | Juan Manuel de Prada    | Spagna    | El séptimo velo                    |
| 2008 | Gioconda Belli          | Nicaragua | El infinito en la palma de la mano |
| 2009 | Clara Usón              | Spagna    | Corazón de napalm                  |
| 2010 | Guillermo Saccomanno    | Argentina | El oficinista                      |
| 2011 | Elena Poniatowska       | Messico   | Leonora                            |
| 2012 | Javier Calvo            | Spagna    | El jardín colgante                 |
| 2013 | Rosa Regàs              | Spagna    | Música de cámara                   |
| 2014 | Fernando Aramburu       | Spagna    | Ávidas pretensiones                |
| 2015 | Fernando Marías         | Spagna    | La isla del padre                  |
| 2016 | Ricardo Menéndez Salmón | Spagna    | El Sistema                         |
| 2017 | Antonio Iturbe          | Spagna    | A cielo abierto                    |
| 2018 | Agustín Fernández Mallo | Spagna    | Trilogía de la guerra              |
| 2019 | Elvira Sastre           | Spagna    | Días sin ti                        |
| 2020 | Raquel Taranilla        | Spagna    | Noche y océano                     |
| 2021 | Juan Manuel Gil         | Spagna    | Trigo limpio                       |
| 2022 | Isaac Rosa              | Spagna    | Lugar seguro                       |
| 2023 | Rosario Villajos        | Spagna    | La educación física                |
| 2024 | Jesús Carrasco          | Spagna    | Elogio de las manos                |